# Great Big Sea
Great Big Sea er en canadisk folkrockband fra Newfoundland og Labrador. Det er særligt kendt for at lave energiske rock-versioner af traditionelle folkesange fra Newfoundland, heriblandt sømandsviser og sange med rødder i Irland, Storbritannien og Frankrig. Bandet havde stor succes i Canada, hvor 11 af deres albums blev certificeret guld i hjemlandet, og fire blev certificeret platin, mens to fik multiplatin. Between 1996 and 2016, Great Big Sea was the sixteenth best-selling Canadian artist in Canada and the sixth best-selling Canadian band in Canada.
Den 5. november 2015 udtalte Alan Doyle at de "kæmpede med at definere Great Big Seas status. Som de fleste folk ved, så forlod Sean (McCann) bandet efter vores 20-års jubliæumsturne. Vi brugte noget tid - et år eller lignende - på at finde en måde hvorpå Bob (Hallett) og jeg kunne fortæstte uden ham. Det kunne vi ikke, så vi kom frem til, at vi ikke ville fortsætte sådan. I mangel af et bedre udtryk, så er gruppen nu pensioneret."
Medlemmerne Alan Doyle og Séan McCann har fortsat med at optræde som solokunstnere, men deres optrædener inkluderer ofte musik fra Great Big Sea.

## Diskografi
- 1993 Great Big Sea
- 1995 Up
- 1997 Play
- 1999 Turn
- 2002 Sea of No Cares
- 2004 Something Beautiful*
- 2005 The Hard and The Easy
- 2008 Fortune's Favour
- 2010 Safe Upon the Shore